# Chasseradès
Chasseradès là một xã ở tỉnh Lozère trong vùng Occitanie, phía nam nước Pháp. Khu vực này có độ cao trung bình 1171 mét trên mực nước biển.